# عبد الكريم المجاطي
عبد الكريم المجاطي المعروف بأبو إلياس هو مواطن مغربي من أم فرنسية و متزوج من أمريكية و هو قيادي في تنظيم القاعدة و أحد المطلوبين لوزارة الداخلية السعودية في قائمة المطلوبين ال26 و كان يتنقل ما بين أفغانستان والسعودية والمغرب وإسبانيا و يوصف بأنه المتهم الرئيسي و العقل المدبر لتفجيرات الرياض وتفجيرات الدار البيضاء وتفجيرات مدريد ، كما تتهمه الولايات المتحدة بالضلوع و التخطيط لهجمات 11 سبتمبر و أنه زار أمريكا في الفترة ما بين 1999 و2000 ، كما أنه كان من المشاركين في حرب البوسنة ، و يوصف بأنه من المقربين إلى أبو مصعب الزرقاوي وأسامة بن لادن و أنه من ضمن المرشحين لخلافته في قيادة تنظيم القاعدة ، كما كان يجيد عدة لغات و من ضمنها اللغة الإنجليزية واللغة الفرنسية ، قتل هو على يد خالد المحيا و ابنه آدم و أفراد آخرين من التنظيم في مواجهات مع الأمن السعودي في ما يعرف بإشتباكات الرس 2005 ، زوجته المعروفة باسم أم آدم قالت انها دخلت هي و زوجها و ابنها إلى السعودية بجوازات سفر قطرية مزورة و هي تعيش حاليا في سوريا في مناطق سيطرة تنظيم الدولة الإسلامية .